# Dedemoğlu, Çumra
Dedemoğlu là một xã thuộc huyện Çumra, tỉnh Konya, Thổ Nhĩ Kỳ. Dân số thời điểm năm 2011 là 326 người.